# Australian Border Force

Dienstflagge

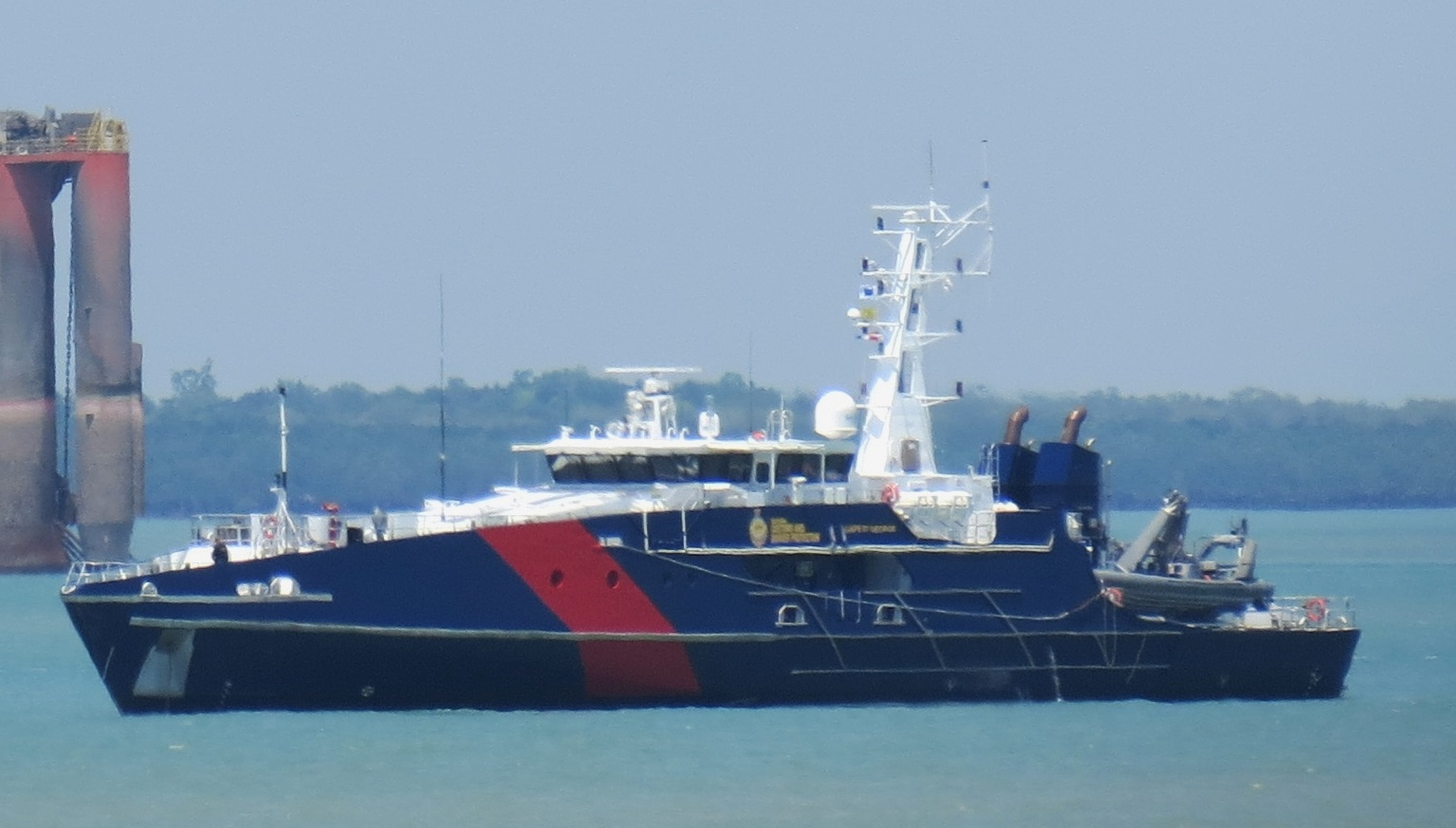
Ein Patrouillenboot der Australian Border Force in Darwin

Die Australian Border Force ist die mit der Grenzkontrolle befasste Behörde in Australien.
Die Behörde wurde 2015 gegründet und betreibt auch die australischen Lager für Asylsuchende.